# Рошіорі (комуна, Бакеу)
Рошіорі (рум. Roșiori) — комуна у повіті Бакеу в Румунії. До складу комуни входять такі села (дані про населення за 2002 рік):
- Валя-Маре (476 осіб)
- Валя-Міке (63 особи)
- Місіхенешть (27 осіб)
- Негушень (79 осіб)
- Поєнь (394 особи)
- Рошіорі (1117 осіб)

Комуна розташована на відстані 265 км на північ від Бухареста, 20 км на північний схід від Бакеу, 61 км на південний захід від Ясс.

## Населення
За даними перепису населення 2002 року у комуні проживали 2156 осіб, усі — румуни. Усі жителі комуни рідною мовою назвали румунську.
Склад населення комуни за віросповіданням:
| Релігія       | Кількість осіб | Відсоток |
| ------------- | -------------- | -------- |
| православні   | 2008           | 93,1%    |
| римо-католики | 147            | 6,8%     |
| п'ятдесятники | 1              | < 0,1%   |

## Зовнішні посилання
- Дані про комуну Рошіорі на сайті Ghidul Primăriilor